# Polymère modifié silane

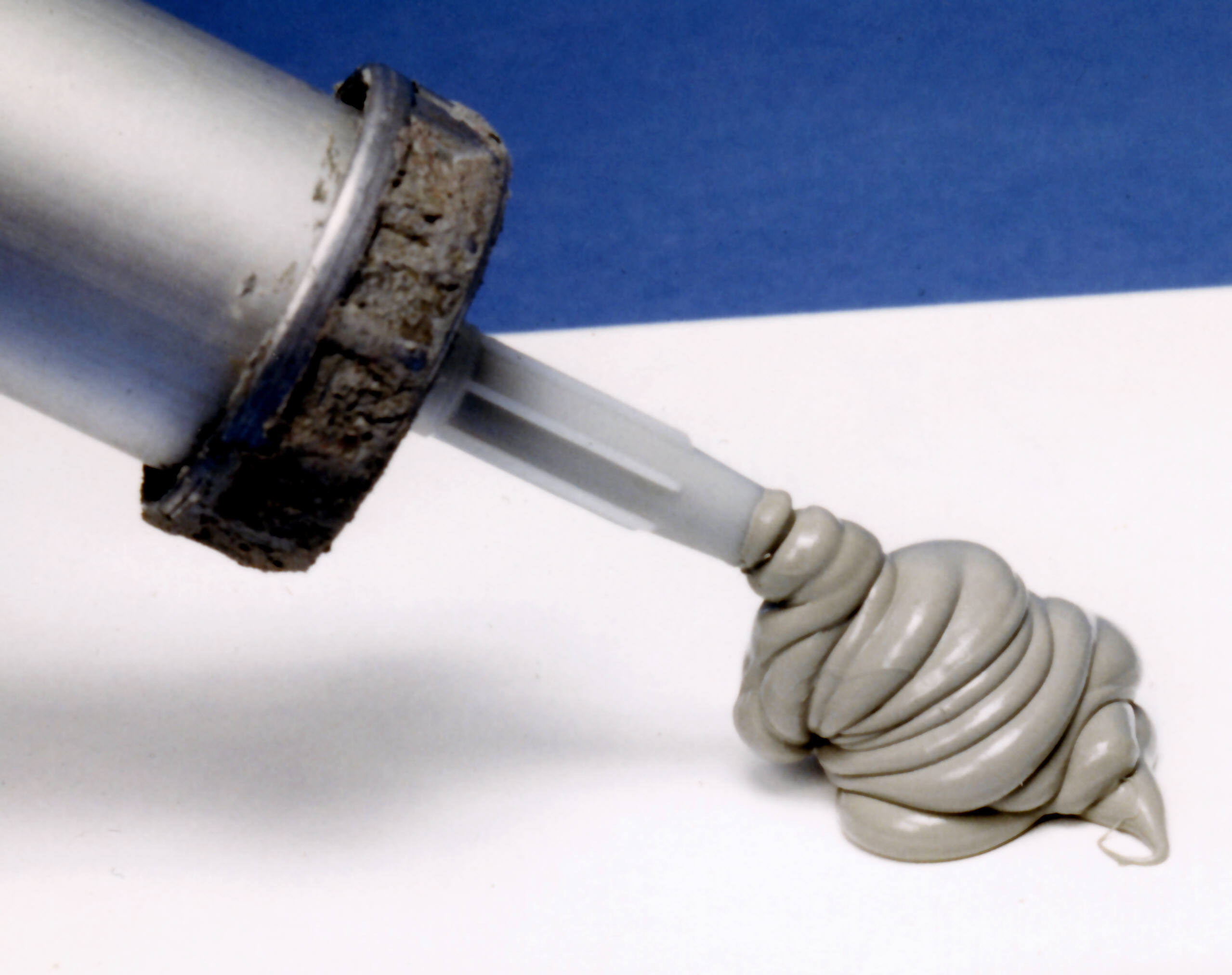
Mastic silicone monocomposant.

Les polymères modifiés silane sont des polymères hybrides, traditionnellement à terminaisons siliciées, par exemple triméthoxysilyle. Ces systèmes combinent les avantages de la chimie du squelette du polymère avec la chimie des silicones. Ils sont réticulés par une réaction de condensation. Ils entrent dans la composition d'adhésifs et de liants.

## Synonymes
Silane-modified polymer ou silyl modified polymer (SMP), silane terminated polymers (STP), modified-silane polymer, modified-silyl polymer (en anglais), polymère à terminaisons (ou modifié) alkoxysilane (ou silyle), mastic-adhésif à base de polymère hybride, etc.

## Présentation
On distingue deux types de SMP :

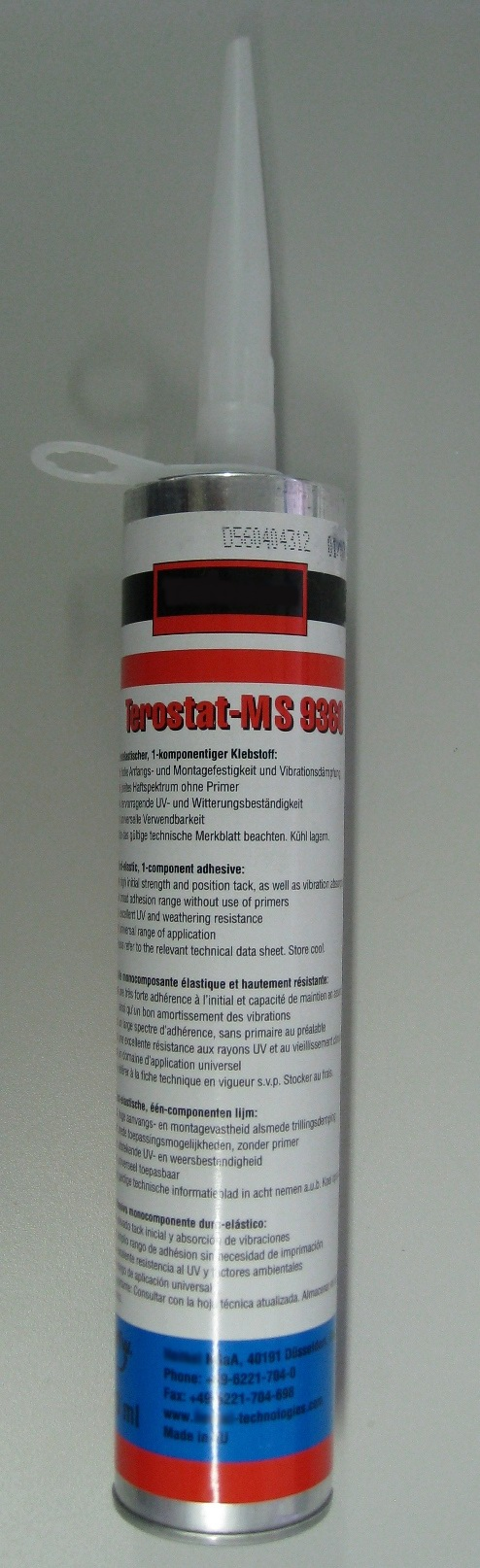
Cartouche de mastic à base de MS polymère (exempt d'isocyanate).

- polyéthers modifiés silane, aussi appelés « MS polymères »[2], de sigle SPE (polyéthers à terminaisons silane) ou STPE (silyl-terminated polyether). À chaque extrémité de chaîne se trouvent en moyenne environ 2 groupes alkoxysilyle réactifs. La chaîne polyéther est très flexible ;
- polyuréthanes modifiés silane (SPUR : polyuréthanes à terminaisons silane, ou PUH : polyuréthanes hybrides). La fonctionnalité moyenne des pré-polymères est plus élevée (6, au lieu de 4 pour les SPE, environ), ce qui conduit à des chaînes plus rigides après réticulation. Le produit final PUH possède un module d'élasticité plus élevé qu'un SPE. La formulation permet cependant de préparer des PUH à faible module[1] ; l'allongement à la rupture peut atteindre 900 %.

Ces polymères ont une chimie très voisine. Ils réticulent à la température ambiante (en général en utilisant un catalyseur approprié) en présence d'humidité (par hydrolyse des groupes alkoxysilyle), sans libérer de CO2 (à la différence des systèmes isocyanate classiques) ; le plus souvent, du méthanol est éliminé. À la seconde étape de l'exemple suivant, deux extrémités de chaîne (trifonctionnelles et trivalentes) de l'élastomère réagissent entre elles pour former un pont siloxane Si-O-Si entre les chaînes :
Concernant le mécanisme réactionnel, les groupes alkoxysilyle s'hydrolysent et les groupes silanol formés se condensent entre eux. Un polysiloxane est obtenu. La densité de réticulation, liée à la rigidité, dépend de la fonctionnalité des précurseurs.
Ces produits sont surtout utilisés comme joints d'étanchéité dans la construction et l'industrie, cependant d'autres applications possibles existent.
D'autres matières (PVC, polyoléfines, charges minérales, etc.) peuvent être traitées avec un silane organique.